# Curtains
Curtains er en dansk kortfilm fra 2006 med instruktion og manuskript af Jesper Nislev Mortensen.

## Handling
En persons indre kamp mod depression og isolation.